# Peristedion crustosum
Peristedion crustosum är en fiskart som beskrevs av Garman, 1899. Peristedion crustosum ingår i släktet Peristedion och familjen Peristediidae. Inga underarter finns listade i Catalogue of Life.